# كريستيان ليفا (لاعب كرة قدم)
كريستيان ليفا (بالإسبانية: Cristian Leiva)‏ هو لاعب كرة قدم أرجنتيني في مركز الوسط، ولد في 26 سبتمبر 1979 في تشليسيتو في الأرجنتين. لعب مع أرسنال ساراندي وأوليمبيا أسونسيون وبانفيلد وجيمناسيا لابلاتا ورويال أندرلخت وغودوي كروز وكروز آزول ونادي رويال شارلروا ونادي سان لورينزو وهوراكان.